# Liste der Ortsbezirke in der Landeshauptstadt Mainz

Wappen von Mainz

Die Liste der Orte in der kreisfreien Stadt Mainz listet den Hauptort und die amtlichen Gemeindeteile (Ortsbezirke, Wohnplätze und sonstige Gemeindeteile) in der kreisfreien Stadt Mainz (Rheinland-Pfalz) auf.
Es handelt sich dabei um das amtliche Verzeichnis der Gemeinden und Gemeindeteile und setzt sich zusammen aus dem vom Statistischen Landesamt Rheinland-Pfalz geführten amtlichen Namensverzeichnis der Gemeinden und dem vom Landesamt für Vermessung und Geobasisinformation Rheinland-Pfalz geführten amtlichen Verzeichnis der Gemeindeteile.

## Liste der Ortsbezirke und Gemeindeteile
- Bretzenheim (Ortsbezirk)
  - Alte Ziegelei
  - Heilig Geist Gewann
- Drais (Ortsbezirk)
- Ebersheim (Ortsbezirk)
- Finthen (Ortsbezirk)
  - Am Geiersköpfel
- Gonsenheim (Ortsbezirk)
  - Draisberghof
  - Kriegersmühle
  - Wendelinusheim
- Hechtsheim (Ortsbezirk)
  - Baumschule im Speß
- Laubenheim (Ortsbezirk)
  - Gutshof Laubenheimer Höhe
  - Kilianshof in der Striet
- Lerchenberg (Ortsbezirk)
- Marienborn (Ortsbezirk)
  - Chausseehaus
  - Hinter dem Chausseehaus
- Mombach (Ortsbezirk)
- Weisenau (Ortsbezirk)
  - Am Großberg
  - Lothary-Aue
- Altstadt (Ortsbezirk)
- Neustadt (Ortsbezirk)
- Oberstadt (Ortsbezirk)
  - Zahlbach
- Hartenberg/Münchfeld (Ortsbezirk)
- Layenhof